# Lockheed XB-30
El Lockheed XB-30 (modelo de compañía L-249) fue un diseño presentado por Lockheed a una solicitud de las Fuerzas Aéreas del Ejército de los Estados Unidos por un bombardero muy pesado, la misma solicitud que condujo al Boeing B-29 Superfortress, al Douglas XB-31 y al Consolidated B-32 Dominator.

## Diseño y desarrollo
Alrededor de 1938, el general Henry H. "Hap" Arnold, el líder del Cuerpo Aéreo del Ejército de los Estados Unidos, se fue alarmando ante la posibilidad de guerra en Europa y en el Pacífico. Deseando estar preparado para los requerimientos a largo plazo del Cuerpo Aéreo, Arnold creó un comité especial presidido por el general de brigada Walter G. Kilner; uno de sus miembros fue Charles Lindbergh. Después de realizar una gira por bases de la Luftwaffe, Lindbergh se convenció de que la Alemania nazi estaba muy por delante de otras naciones europeas.
En un informe de 1939, el comité realizó una serie de recomendaciones, incluyendo el desarrollo de nuevos bombarderos pesados de largo alcance. Cuando la guerra estalló en Europa, Arnold solicitó estudios de diseño de varias compañías acerca de un bombardero de Muy Largo Alcance capaz de viajar 8000 km. Se concedió el visto bueno el 2 de diciembre de 1939.
Basado en el diseño del Lockheed L-049 (posteriormente adoptado por las Fuerzas Aéreas del Ejército como C-69), el L-249 nunca pasó de la etapa de diseño, principalmente debido a que Boeing tenía una gran ventaja con su Boeing B-29 Superfortress, usando los mismos motores radiales Wright Duplex-Cyclone que se suponía que iba a usar el XB-30. Solo se construyó una maqueta. Reteniendo las alas y las superficies de cola del Model 49, el Model 249-58-01 debía haber tenido un nuevo fuselaje con hasta seis torretas artilladas (una en la proa, dos encima y dos debajo del fuselaje, y una en la cola) con 10 armas de 12,7 mm (emparejadas en cada torreta de los emplazamientos de la proa, dorsales y ventrales); y un cañón de 20 mm en la posición defensiva de la cola. Las bodegas de bombas ventrales debían acomodar ocho bombas de 907 kg.

## Especificaciones

### Características generales
- Tripulación: Doce
- Longitud: 31,9 m (104,7 ft)
- Envergadura: 37,5 m (123 ft)
- Altura: 7,3 m (23,8 ft)
- Superficie alar: 153 m² (1646,9 ft²)
- Peso vacío: 23 462 kg (51 710,2 lb)
- Peso cargado: 39 020 kg (86 000,1 lb)
- Peso máximo al despegue: 42 640 kg (93 978,6 lb)
- Planta motriz: 4× motor radial de 18 cilindros en dos filas turbosobrealimentado refrigerado por aire Wright R-3350-13.
  - Potencia: 1600 kW (2206 HP; 2176 CV) cada uno.

### Rendimiento
- Velocidad máxima operativa (Vno): 615 km/h (382 MPH; 332 kt)
- Alcance: 8045 km (4344 nmi; 4999 mi)
- Techo de vuelo: 5440 m (17 848 ft)
- Carga alar: 255 kg/m² (52,2 lb/ft²)
- Potencia/peso: 170 W/kg (0,10 hp/lb)

### Armamento
- Ametralladoras: 

  - 8 de 12,7 mm en cuatro torretas del fuselaje
  - 2 de 12,7 mm en torreta proel

- Cañones: 

  - 1 de 20 mm en torreta de cola apuntada remotamente
- Bombas: 7257,48 kg

## Aeronaves relacionadas

### Desarrollos relacionados
- Lockheed Constellation

### Aeronaves similares
- Heinkel He 277
- Messerschmitt Me 264
- Boeing B-29 Superfortress
- Consolidated B-32 Dominator
- Douglas XB-31

### Secuencias de designación
- Secuencia B-_ (Bombarderos del USAAC/USAAF/USAF, 1926-1962): ← B-27 - B-28 - B-29 - B-30 - B-31 - B-32 - B-33 →